# Walter Schachner
Walter Schachner (Leoben, 1º febbraio 1957) è un ex calciatore e allenatore di calcio austriaco, di ruolo attaccante.

## Carriera

### Giocatore

#### Club

Schachner con la maglia del nel 1983

Inizia a giocare nella squadra della sua città, che milita nella seconda divisione austriaca. Rimane in questo campionato fino al 1978, quando viene acquistato dall'Austria Vienna ed esordisce così in massima serie. Con la maglia dei Violetti vince tre titoli nazionali in altrettante stagioni (laureandosi anche capocannoniere nel 1979 e nel 1980) ed una Coppa.
Schachner si trasferisce in Italia nell'estate del 1981, quando viene acquistato dal neopromosso Cesena per 700 milioni di lire: gli ultras della squadra romagnola cambiano in suo onore il proprio nome da "Brigate Bianconere" a Weisschwarz Brigaden. Rimane in bianconero per due stagioni, mettendo a segno 17 gol in 58 presenze di campionato.
Nel 1983, complice la retrocessione in B della squadra, passa al Torino per la cifra di 3 miliardi; già nell'estate precedente l'austriaco sembrava sul punto di passare all'Inter, tuttavia il possibile scambio con Juary non si concretizzò. Rimane in granata per 3 anni, nei quali mette a segno 18 reti in 85 gare di campionato e diventa anche il capocannoniere della Coppa Italia 1983-1984.

Walter Schachner nel 1985

Lasciata Torino, nell'estate del 1986 viene inizialmente acquistato dal Pisa del presidente Romeo Anconetani: in un primo momento i nerazzurri sono infatti ripescati a causa della retrocessione a tavolino dell'Udinese, ma a pochi giorni dall'inizio del campionato il verdetto viene ribaltato. Schachner passa quindi all'Avellino, senza essere riuscito a disputare nemmeno una gara ufficiale in nerazzurro. La permanenza in Irpinia dura due stagioni (48 presenze e 13 centri), al termine delle quali l'attaccante torna in Austria, appendendo gli scarpini al chiodo solo nel 1998, alle soglie dei 41 anni.

#### Nazionale
Schachner esordisce con la maglia dell'Austria il 5 dicembre 1976 contro Malta, in una gara valida per le qualificazioni al campionato del mondo 1978, ai quali l'Austria partecipa e nelle cui file viene convocato. Gioca la prima gara contro la Spagna, dove segna il gol dell'1-0 (finirà poi con la vittoria per 2-1), ma ritorna in campo solo contro l'Italia nella seconda fase (sconfitta per 1-0), ed è in campo anche nella famosa gara contro la Germania Ovest: gli austriaci, a differenza degli avversari, sono già fuori dai giochi, tuttavia riescono a batterli dopo 47 anni e, di fatto, ad eliminarli. La nazionale alpina si qualifica anche per il campionato del mondo 1982, e qui Schachner gioca tutte e cinque le gare da titolare: segna 2 reti nelle vittorie iniziali contro Cile e Algeria del primo turno a gruppi.
In seguito viene impiegato anche nelle qualificazioni per le altre manifestazioni internazionali, ma l'Austria non riesce a parteciparvi. Disputa l'ultima gara il 17 agosto 1994, un'amichevole contro la Russia, e si ferma a 23 reti in 64 presenze.

### Allenatore

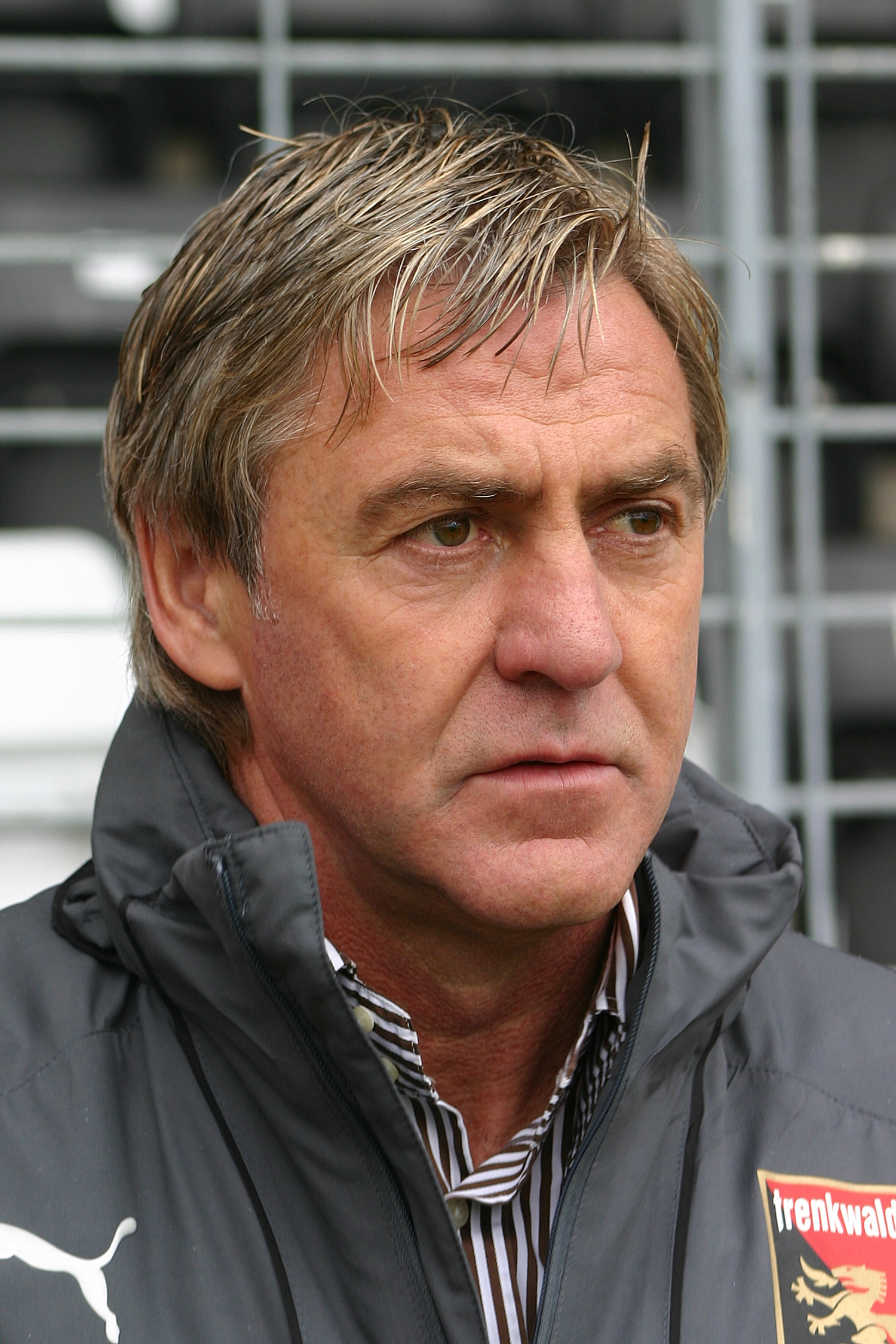
Schachner sulla panchina dell' nel 2008

Durante la stagione 1999-2000 inizia la carriera di allenatore con il FC Zeltweg che porta alla promozione dalla quarta alla terza divisione austriaca.
Le stagioni 2000-2001 e 2001-2002 lo vedono alla guida del FC Kärnten nella seconda divisione austriaca. Il primo anno riesce a condurre la squadra alla promozione nella Bundesliga austriaca e a vincere la coppa nazionale. L'anno seguente vince la supercoppa austriaca.
Nella stagione 2002-2003 Schachner allena l'Austria Vienna nella Bundesliga austriaca fino ad inizio ottobre quando viene sostituito con Christoph Daum, nonostante l'ottimo avvio di stagione. Infatti, al momento dell'esonero la squadra è in testa con 7 punti di vantaggio sulla seconda e ha appena sconfitto per 5-2 in coppa Uefa i campioni ucraini dello Šachtar, allenati da Nevio Scala. Pochi giorni dopo il suo licenziamento viene ingaggiato dallo Grazer AK, che era al penultimo posto in classifica della Bundesliga austriaca. Il Grazer AK conclude la stagione al secondo posto dietro l'Austria Vienna.
Nella stagione 2003-2004 Schachner guida il Grazer AK alla vittoria del primo e finora unico campionato. Nella stessa stagione viene conquistata anche la coppa di lega.
Nel 2004-2005 il Grazer AK raggiunge il secondo posto in campionato e nel terzo turno preliminare di qualificazione alla Champions League affronta il Liverpool di Rafael Benítez, che poi vincerà la competizione, riuscendo a vincere 1-0 il ritorno ad Anfield Road dopo la sconfitta casalinga per 2-0.
Nel gennaio 2006 si conclude la permanenza di Schachner sulla panchina del Grazer AK e si trasferisce sulla panchina del Monaco 1860, che si salva alla penultima giornata. Il club di Monaco in quegli anni vive un periodo difficile a causa di problemi economici. Schachner conclude il suo periodo tedesco nel marzo 2007, trasferendosi in aprile all'Austria Kärnten nella Bundesliga austriaca. Con una squadra formata da tanti nuovi giocatori, Schachner non ottiene i risultati sperati dalla dirigenza e viene esonerato nel dicembre dello stesso anno.
Nell'agosto 2008, Schachner sostituisce l'allenatore dell'Admira Wacker Mödling, Heinz Peischl, licenziato per aver ottenuto 1 punto in 5 partite, con la squadra in ultima posizione. Al termine della stagione l'Admira Wacker Mödling conclude al terzo posto. Inoltre, dopo 13 anni ritorna in finale di Coppa d'Austria, dove è sconfitta per 1-3 dall'Austria Vienna.
Nella stagione 2009-2010 rimane sulla panchina l'Admira Wacker Mödling fino al 26 aprile 2010 quando viene sostituito dall'allenatore della Primavera, lasciando la squadra al terzo posto a 4 punti dalla testa a 6 giornate dalla fine, in piena lotta per la promozione.
Il 1º marzo 2011 è stato ingaggiato dal LASK Linz, con i quali è però retrocesso in Erste Liga al termine della stagione.

## Statistiche

### Cronologia presenze e reti in nazionale
| Cronologia completa delle presenze e delle reti in nazionale ― Austria | Cronologia completa delle presenze e delle reti in nazionale ― Austria | Cronologia completa delle presenze e delle reti in nazionale ― Austria | Cronologia completa delle presenze e delle reti in nazionale ― Austria | Cronologia completa delle presenze e delle reti in nazionale ― Austria | Cronologia completa delle presenze e delle reti in nazionale ― Austria | Cronologia completa delle presenze e delle reti in nazionale ― Austria | Cronologia completa delle presenze e delle reti in nazionale ― Austria |
| Data                                                                   | Città                                                                  | In casa                                                                | Risultato                                                              | Ospiti                                                                 | Competizione                                                           | Reti                                                                   | Note                                                                   |
| ---------------------------------------------------------------------- | ---------------------------------------------------------------------- | ---------------------------------------------------------------------- | ---------------------------------------------------------------------- | ---------------------------------------------------------------------- | ---------------------------------------------------------------------- | ---------------------------------------------------------------------- | ---------------------------------------------------------------------- |
| 5-12-1976                                                              | Gzira                                                                  | Malta                                                                  | 0 – 1                                                                  | Austria                                                                | Qual. Mondiali 1978                                                    | -                                                                      | 81’                                                                    |
| 15-12-1976                                                             | Tel Aviv                                                               | Israele                                                                | 1 – 3                                                                  | Austria                                                                | Amichevole                                                             | 1                                                                      | 70’                                                                    |
| 9-3-1977                                                               | Vienna                                                                 | Austria                                                                | 2 – 0                                                                  | Grecia                                                                 | Amichevole                                                             | 1                                                                      | 62’                                                                    |
| 17-4-1977                                                              | Vienna                                                                 | Austria                                                                | 1 – 0                                                                  | Turchia                                                                | Qual. Mondiali 1978                                                    | 1                                                                      |                                                                        |
| 30-4-1977                                                              | Salisburgo                                                             | Austria                                                                | 9 – 0                                                                  | Malta                                                                  | Qual. Mondiali 1978                                                    | -                                                                      | 46’                                                                    |
| 4-4-1978                                                               | Basilea                                                                | Svizzera                                                               | 0 – 1                                                                  | Austria                                                                | Amichevole                                                             | -                                                                      |                                                                        |
| 3-6-1978                                                               | Buenos Aires                                                           | Austria                                                                | 2 – 1                                                                  | Spagna                                                                 | Mondiali 1978 - 1º turno                                               | 1                                                                      | 80’                                                                    |
| 18-6-1978                                                              | Buenos Aires                                                           | Italia                                                                 | 1 – 0                                                                  | Austria                                                                | Mondiali 1978 - 2º turno                                               | -                                                                      | 63’                                                                    |
| 21-6-1978                                                              | Córdoba                                                                | Austria                                                                | 3 – 2                                                                  | Germania                                                               | Mondiali 1978 - 2º turno                                               | -                                                                      | 71’                                                                    |
| 30-8-1978                                                              | Oslo                                                                   | Norvegia                                                               | 0 – 2                                                                  | Austria                                                                | Qual. Euro 1980                                                        | -                                                                      |                                                                        |
| 20-9-1978                                                              | Vienna                                                                 | Austria                                                                | 3 – 2                                                                  | Scozia                                                                 | Qual. Euro 1980                                                        | 1                                                                      |                                                                        |
| 15-11-1978                                                             | Vienna                                                                 | Austria                                                                | 1 – 2                                                                  | Portogallo                                                             | Qual. Euro 1980                                                        | 1                                                                      |                                                                        |
| 30-1-1979                                                              | Tel Aviv                                                               | Israele                                                                | 0 – 1                                                                  | Austria                                                                | Amichevole                                                             | -                                                                      |                                                                        |
| 28-3-1979                                                              | Anderlecht                                                             | Belgio                                                                 | 1 – 1                                                                  | Austria                                                                | Qual. Euro 1980                                                        | -                                                                      |                                                                        |
| 2-5-1979                                                               | Vienna                                                                 | Austria                                                                | 0 – 0                                                                  | Belgio                                                                 | Qual. Euro 1980                                                        | -                                                                      |                                                                        |
| 13-6-1979                                                              | Vienna                                                                 | Austria                                                                | 4 – 3                                                                  | Inghilterra                                                            | Amichevole                                                             | -                                                                      | 55’                                                                    |
| 29-8-1979                                                              | Vienna                                                                 | Austria                                                                | 4 – 0                                                                  | Norvegia                                                               | Qual. Euro 1980                                                        | -                                                                      |                                                                        |
| 26-9-1979                                                              | Vienna                                                                 | Austria                                                                | 3 – 1                                                                  | Ungheria                                                               | Amichevole                                                             | -                                                                      |                                                                        |
| 17-10-1979                                                             | Glasgow                                                                | Scozia                                                                 | 1 – 1                                                                  | Austria                                                                | Qual. Euro 1980                                                        | -                                                                      | 80’                                                                    |
| 21-11-1979                                                             | Lisbona                                                                | Portogallo                                                             | 1 – 2                                                                  | Austria                                                                | Qual. Euro 1980                                                        | 1                                                                      |                                                                        |
| 2-4-1980                                                               | Monaco di Baviera                                                      | Germania Ovest                                                         | 1 – 0                                                                  | Austria                                                                | Amichevole                                                             | -                                                                      |                                                                        |
| 21-5-1980                                                              | Vienna                                                                 | Austria                                                                | 1 – 5                                                                  | Argentina                                                              | Amichevole                                                             | -                                                                      |                                                                        |
| 4-6-1980                                                               | Budapest                                                               | Ungheria                                                               | 1 – 1                                                                  | Austria                                                                | Amichevole                                                             | -                                                                      | 46’                                                                    |
| 24-9-1980                                                              | Helsinki                                                               | Finlandia                                                              | 0 – 2                                                                  | Austria                                                                | Qual. Mondiali 1982                                                    | -                                                                      |                                                                        |
| 15-11-1980                                                             | Vienna                                                                 | Austria                                                                | 5 – 0                                                                  | Albania                                                                | Qual. Mondiali 1982                                                    | 2                                                                      | 82’                                                                    |
| 6-12-1980                                                              | Tirana                                                                 | Albania                                                                | 0 – 1                                                                  | Austria                                                                | Qual. Mondiali 1982                                                    | -                                                                      | 66’                                                                    |
| 28-5-1981                                                              | Vienna                                                                 | Austria                                                                | 2 – 0                                                                  | Bulgaria                                                               | Qual. Mondiali 1982                                                    | -                                                                      | 56’                                                                    |
| 17-6-1981                                                              | Linz                                                                   | Austria                                                                | 5 – 1                                                                  | Finlandia                                                              | Qual. Mondiali 1982                                                    | -                                                                      | 78’                                                                    |
| 14-10-1981                                                             | Vienna                                                                 | Austria                                                                | 1 – 3                                                                  | Germania Ovest                                                         | Qual. Mondiali 1982                                                    | 1                                                                      |                                                                        |
| 11-11-1981                                                             | Sofia                                                                  | Bulgaria                                                               | 0 – 0                                                                  | Austria                                                                | Qual. Mondiali 1982                                                    | -                                                                      |                                                                        |
| 24-3-1982                                                              | Budapest                                                               | Ungheria                                                               | 2 – 3                                                                  | Austria                                                                | Amichevole                                                             | 1                                                                      |                                                                        |
| 28-4-1982                                                              | Vienna                                                                 | Austria                                                                | 2 – 1                                                                  | Cecoslovacchia                                                         | Amichevole                                                             | 2                                                                      |                                                                        |
| 19-5-1982                                                              | Vienna                                                                 | Austria                                                                | 1 – 0                                                                  | Danimarca                                                              | Amichevole                                                             | -                                                                      |                                                                        |
| 17-6-1982                                                              | Oviedo                                                                 | Austria                                                                | 1 – 0                                                                  | Cile                                                                   | Mondiali 1982 - 1º turno                                               | 1                                                                      |                                                                        |
| 21-6-1982                                                              | Oviedo                                                                 | Austria                                                                | 2 – 0                                                                  | Algeria                                                                | Mondiali 1982 - 1º turno                                               | 1                                                                      |                                                                        |
| 25-6-1982                                                              | Gijón                                                                  | Germania Ovest                                                         | 1 – 0                                                                  | Austria                                                                | Mondiali 1982 - 1º turno                                               | -                                                                      | 73’                                                                    |
| 28-6-1982                                                              | Madrid                                                                 | Francia                                                                | 1 – 0                                                                  | Austria                                                                | Mondiali 1982 - 2º turno                                               | -                                                                      |                                                                        |
| 1-7-1982                                                               | Madrid                                                                 | Austria                                                                | 2 – 2                                                                  | Irlanda del Nord                                                       | Mondiali 1982 - 2º turno                                               | -                                                                      |                                                                        |
| 22-9-1982                                                              | Vienna                                                                 | Austria                                                                | 5 – 0                                                                  | Albania                                                                | Qual. Euro 1984                                                        | -                                                                      |                                                                        |
| 13-10-1982                                                             | Vienna                                                                 | Austria                                                                | 2 – 0                                                                  | Irlanda del Nord                                                       | Qual. Euro 1984                                                        | 2                                                                      |                                                                        |
| 17-11-1982                                                             | Vienna                                                                 | Austria                                                                | 4 – 0                                                                  | Turchia                                                                | Qual. Euro 1984                                                        | 1                                                                      |                                                                        |
| 27-4-1983                                                              | Vienna                                                                 | Austria                                                                | 0 – 0                                                                  | Germania Ovest                                                         | Qual. Euro 1984                                                        | -                                                                      |                                                                        |
| 17-5-1983                                                              | Vienna                                                                 | Austria                                                                | 2 – 2                                                                  | Unione Sovietica                                                       | Amichevole                                                             | -                                                                      |                                                                        |
| 8-6-1983                                                               | Tirana                                                                 | Albania                                                                | 1 – 2                                                                  | Austria                                                                | Qual. Euro 1984                                                        | 2                                                                      |                                                                        |
| 21-9-1983                                                              | Belfast                                                                | Irlanda del Nord                                                       | 3 – 1                                                                  | Austria                                                                | Qual. Euro 1984                                                        | -                                                                      |                                                                        |
| 5-10-1983                                                              | Gelsenkirchen                                                          | Germania Ovest                                                         | 3 – 0                                                                  | Austria                                                                | Qual. Euro 1984                                                        | -                                                                      |                                                                        |
| 16-11-1983                                                             | Istanbul                                                               | Turchia                                                                | 3 – 1                                                                  | Austria                                                                | Qual. Euro 1984                                                        | -                                                                      |                                                                        |
| 28-3-1984                                                              | Bordeaux                                                               | Francia                                                                | 1 – 0                                                                  | Austria                                                                | Amichevole                                                             | -                                                                      | 69’                                                                    |
| 18-4-1984                                                              | Vienna                                                                 | Austria                                                                | 0 – 0                                                                  | Grecia                                                                 | Amichevole                                                             | -                                                                      |                                                                        |
| 2-5-1984                                                               | Nicosia                                                                | Cipro                                                                  | 1 – 2                                                                  | Austria                                                                | Qual. Mondiali 1986                                                    | -                                                                      |                                                                        |
| 26-9-1984                                                              | Budapest                                                               | Ungheria                                                               | 3 – 1                                                                  | Austria                                                                | Qual. Mondiali 1986                                                    | 1                                                                      |                                                                        |
| 14-11-1984                                                             | Vienna                                                                 | Austria                                                                | 1 – 0                                                                  | Paesi Bassi                                                            | Qual. Mondiali 1986                                                    | -                                                                      |                                                                        |
| 27-3-1985                                                              | Tbilisi                                                                | Unione Sovietica                                                       | 2 – 0                                                                  | Austria                                                                | Amichevole                                                             | -                                                                      |                                                                        |
| 17-4-1985                                                              | Vienna                                                                 | Austria                                                                | 0 – 3                                                                  | Ungheria                                                               | Qual. Mondiali 1986                                                    | -                                                                      |                                                                        |
| 1-5-1985                                                               | Rotterdam                                                              | Paesi Bassi                                                            | 1 – 1                                                                  | Austria                                                                | Qual. Mondiali 1986                                                    | 1                                                                      |                                                                        |
| 7-5-1985                                                               | Graz                                                                   | Austria                                                                | 4 – 0                                                                  | Cipro                                                                  | Qual. Mondiali 1986                                                    | 1                                                                      |                                                                        |
| 16-10-1985                                                             | Linz                                                                   | Austria                                                                | 0 – 3                                                                  | Jugoslavia                                                             | Amichevole                                                             | -                                                                      |                                                                        |
| 20-11-1985                                                             | Saragozza                                                              | Spagna                                                                 | 0 – 0                                                                  | Austria                                                                | Amichevole                                                             | -                                                                      | cap.                                                                   |
| 14-5-1986                                                              | Stoccolma                                                              | Svezia                                                                 | 0 – 1                                                                  | Austria                                                                | Amichevole                                                             | -                                                                      | cap.                                                                   |
| 27-8-1986                                                              | Innsbruck                                                              | Austria                                                                | 1 – 1                                                                  | Svizzera                                                               | Amichevole                                                             | -                                                                      | cap. 61’                                                               |
| 10-9-1986                                                              | Bucarest                                                               | Romania                                                                | 4 – 0                                                                  | Austria                                                                | Qual. Euro 1988                                                        | -                                                                      | cap.                                                                   |
| 18-11-1987                                                             | Vienna                                                                 | Austria                                                                | 0 – 0                                                                  | Romania                                                                | Qual. Euro 1988                                                        | -                                                                      | 82’                                                                    |
| 6-4-1988                                                               | Il Pireo                                                               | Grecia                                                                 | 2 – 2                                                                  | Austria                                                                | Amichevole                                                             | -                                                                      | 83’                                                                    |
| 17-8-1994                                                              | Vienna                                                                 | Austria                                                                | 0 – 3                                                                  | Russia                                                                 | Amichevole                                                             | -                                                                      | 16’                                                                    |
| Totale                                                                 |                                                                        | Presenze                                                               | 64                                                                     |                                                                        | Reti                                                                   | 23                                                                     |                                                                        |

## Palmarès

### Giocatore

#### Club
- Campionato austriaco: 3

Austria Vienna: 1978-1979, 1979-1980, 1980-1981
- Coppa d'Austria: 1

Austria Vienna: 1979-1980

#### Individuale
- Capocannoniere della Bundesliga austriaca: 2

1978-1979 (24 gol), 1979-1980 (34 gol)
- Capocannoniere della Coppa Italia: 1

1983-1984 (8 gol)

### Allenatore
- Campionato austriaco: 1

Grazer AK: 2003-2004
- Coppa d'Austria: 2

FC Kärnten: 2000-2001
Grazer AK: 2003-2004
- Supercoppa d'Austria: 1

Kärnten: 2001
- Campionato della Stiria: 1

Zeltweg: 2000